# Pomoleuctra andersoni
Pomoleuctra andersoni is een steenvlieg uit de familie naaldsteenvliegen (Leuctridae). De wetenschappelijke naam van de soort is voor het eerst geldig gepubliceerd in 1985 door Harper & Wildman.